# 抚顺神社
抚顺神社是一座于清末至第二次世界大战结束期間存在于中國抚顺满铁附属地的神社。主祭神为天照大神，配祀大国主神、金山比古命、金山比命。
该神社位于抚顺炭矿的日本员工住宅区域，仅供日本人参拜。神社建立于1909年，而在1926年时随着日本员工住宅的搬迁而迁移社址。1950年代至1970年代由公安局作为拘留所使用，1980年代拆除。社址位于今抚顺市新抚区迎宾四路2-6号附近。

## 背景

### 日本强占抚顺煤矿
抚顺煤矿位于中國奉天府奉天省城以东30公里左右。矿区东西长17公里，南北长44公里，面积约6000万平方米。开采形式兼有露天挖掘和矿井挖掘。
抚顺煤矿的大规模开发始于1901年（光緒27年）。民族资本家王承尧组建华兴利公司、翁寿组建抚顺煤矿公司，在盛京将军增祺的批准下对抚顺煤矿分区开采。1903年（光緒29年），抚顺煤矿公司被俄国资本控制。1905年（光緒31年）2月，俄军在日俄战争中为了获取供中东铁路使用的煤炭而强占了华兴利公司的煤矿，并在战败撤离时对抚顺煤矿公司的设施进行了破坏；3月，日军在战胜俄军后接收了当时不能产煤的抚顺煤矿公司，又在4月强占了中国资本的华兴利公司。日军在1907年（光緒33年）将抚顺煤矿转交给南满洲铁道株式会社（满铁），纳入满铁附属地管理。:221:95-97
抚顺煤矿不属于俄国在满洲的铁道权益，日本并无理由获取，清政府试图通过外交手段收回但未获成功，最终在1911年（宣統3年）签订《抚顺烟台煤矿细则》，承认日本对抚顺煤矿的占有。:98

### 抚顺满铁附属地
在满铁起初获得抚顺煤矿时，日本人与当地人杂居于浑河南岸的千金寨，1907年时抚顺的日本居民有300余人。满铁在千金寨附近购入了约80万公顷的土地，自1908年（光緒34年）起进行了各种基础设施的建设，包括道路、电气、煤气、上下水等和职工宿舍、起行政作用的炭矿事务所和车站、学校、医院、公会堂等设施。1910年代后期，千金寨已有人口约2万4千人。:221
1910年代，满铁在千金寨地下发现了可露天开采的煤矿，决定毁弃千金寨的日本居住区，在附近重新规划建设抚顺满铁附属地的新市街。满铁在1919年（民國8年）制定了新的市街规划，浑河南岸邻近处购买了86万公顷的土地，建设新市区。新的满铁职工住宅区位于新市区东部的、日本人命名为永安台的山丘；一般市民居住区、工、商业用地位于新市区西部；两者之间为自抚顺站向南延伸的中央大街，政府、公共事业的设施集中于此。1924年（民國13年）起，满铁职员开始向永安台迁移，至1928年（民國17年）迁移完成，不过少数日本人仍居住在千金寨。千金寨地区的商业街则直至日本战败仍留存。:221

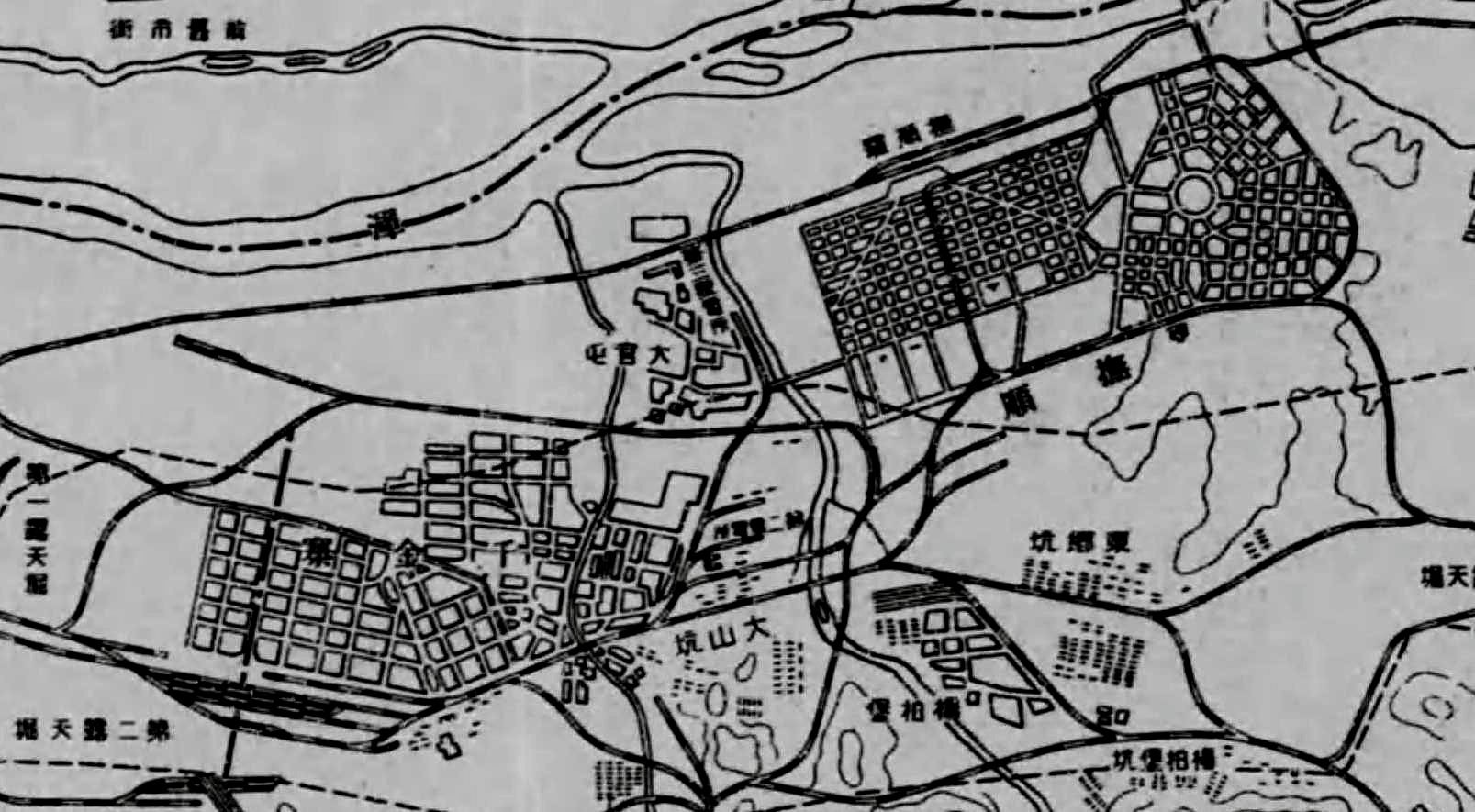
1928年左右的抚顺满铁附属地。图中上方为北，可见抚顺附属地新市区在千金寨地区的东北方
永安台地区的抚顺煤矿日本员工住宅

## 沿革

### 千金寨樱丘时期
抚顺神社最初的建设始于1909年（宣统元年）2月，社址在千金寨附近的千金山麓、日本人称为樱丘（或）的山丘。同年冬，本殿、玉垣、鸟居等竣工。1910年（宣统2年）1月，举行迁座祭。各社殿全部为木结构、神明造。满铁将近邻的炭矿长的社宅挪用为社务所。:221:456
1918年（民国7年），因各社殿基部腐朽，进行修缮，同时将社殿向后方移动约90米，以扩大神社境界。:221

### 永安台南公园时期
1926年（民國15年），因为千金寨一带将作为露天煤矿进行开发，抚顺神社开始迁址。新址在抚顺满铁附属地南公园内的丘陵。新社址于同年5月动工，10月举行了迁座祭。社务所则在4月动工，10月完工。樱丘的三座社殿全部移筑至此。:221:456
1928年，为纪念昭和天皇即位典礼，修筑了新的拜殿和币殿，7月开工，11月完工。改建后拜殿、币殿为钢筋混凝土结构，原拜殿、币殿迁移位置后作为祭器库使用。1930年，从伊势神宫获得替换下来的木材，1931年，又从伊势神宫获得5件神宝。:221:456
1933年（大同2年），因木结构的本殿多处腐朽，进行改建。1933年7月开工，1934年5月完工，6月举行了迁座祭。1933年新筑仓库一栋。:222:456
1935年（康德2年），为纪念神社建立25周年，翻修了参道和相扑场，进行了植树，并对神馔所、社宅扩建。1937年（康德4年），建设了遥拜所和国旗台，又将邻接的公园的一部份土地划入神社境内。1938年，二层的社务所完工。:222:456

### 神社关闭后
1945年8月15日，日本天皇宣布投降。8月16日，抚顺神社内举行了终战的奉告祭。8月27日，苏军进驻，9月7日，有数十名苏军士兵突然占领了社务所和社宅。9月10日，有千余名民众在中国共产党的指挥下到抚顺神社掠夺、破坏。此时神社的原神职人员的家产已仅余铺盖之类。此后民众再次前往破坏，将神体、神宝污损，此后只得毁弃了一部分。10月下旬，原神社人员被命令离开神社，于是将残余的神体移往抚顺煤矿事务所。此后中国共产党军队也进入抚顺，苏军将煤矿、工厂、发电站设备拆卸并送往本国，原神社人员在11月25日离开煤矿事务所。神社人员（3个家庭）暂时在南台町的满铁社宅居住，11月28日在一家二层民宅的二楼暂时迁座。此后尽管日本已经战败，留在抚顺的日本人仍然秘密地在此参拜。:280,281
1946年3月，国民党军队进入抚顺，并征用神社所在民宅的一楼。原神社人员3个家庭17人居住在2楼，环境窘迫，再无余力祭拜。7月，其中2个家庭返回日本，残留的一位神职人员被要求撤离，将神体移往久保町的社宅，此后又因为国民党军队驻扎，而在9月被命令撤离。残留的神职人员在10月14日离开抚顺，在此之前，将神体和其余用品烧毁。:281
二战结束后，尽管住房不足，神社原址曾被闲置数年。1950年左右，神社原址作为抚顺公安局的办公场所使用，两、三年后，其内部也被做了改造，神社的一部分作为公安局的拘留所使用。拘留所当时别称“大庙”，最多曾拘留约100人。:222,223,256
1978年、1979年左右公安局迁离此处，考虑到中日邦交的改善，有意见认为应当保存神社建筑，但最终政府认为该神社象征日本军国主义侵略，是国耻的印记，不必保护。1980年代，神社遗存的建筑物被拆除，公安局在原址修建建筑，作为公安局的老干部活动中心。:223,256:86
根据2006年的调查结果，在原址有石鸟居的一部分残存，放置于俱乐部墙角下。也有混凝土鸟居的一部分残存。有2个石灯笼的基座残存。原来的参道石阶仍存在。:261:24,25

## 概况

### 樱丘社址
有本殿、玉垣、鸟居、拜殿、币殿等。所有的社殿都为木结构、神明造，均为独立建筑。:221

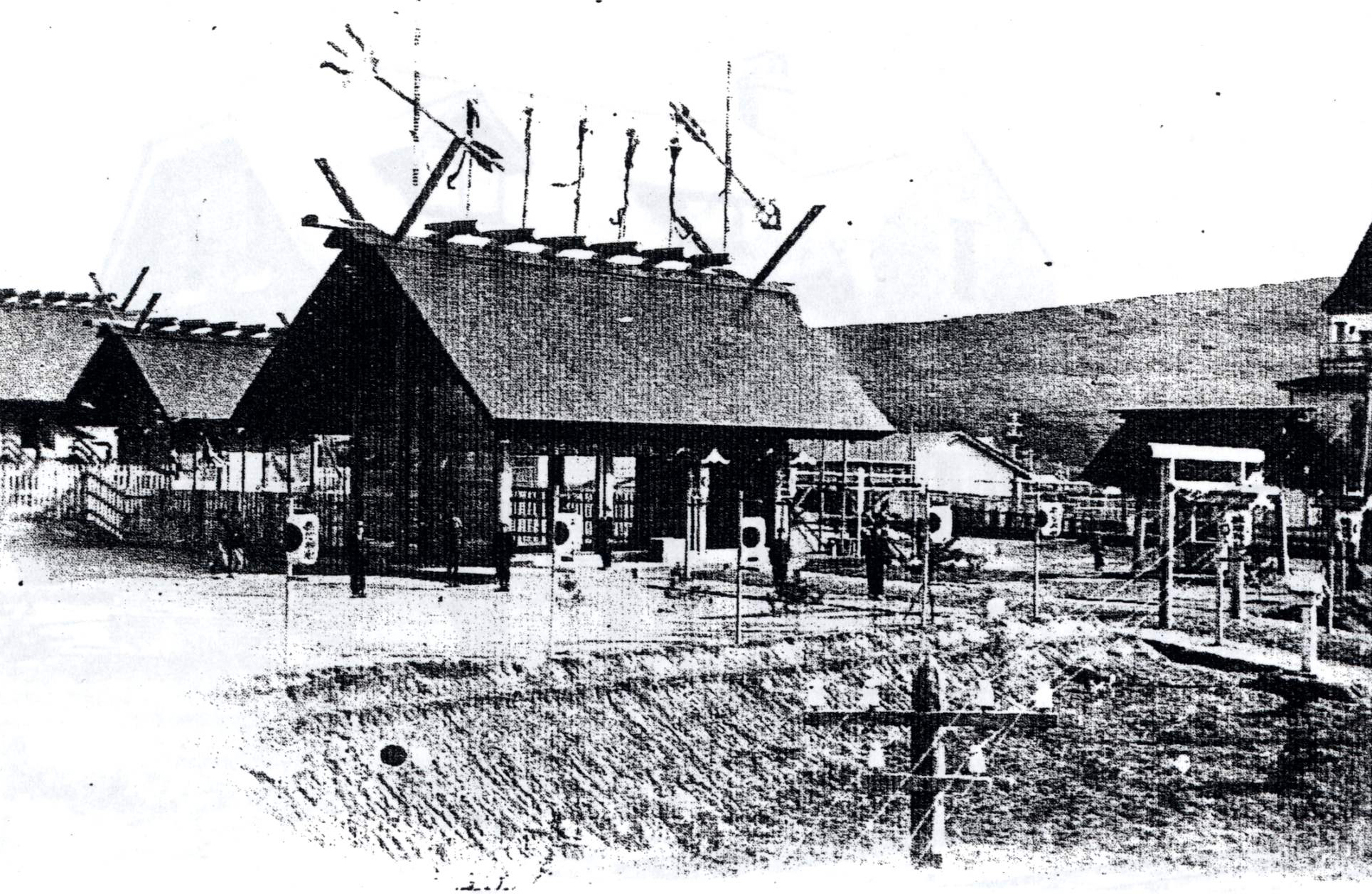
千金寨樱丘时期的抚顺神社。自中心向左为拜殿、币殿、本殿
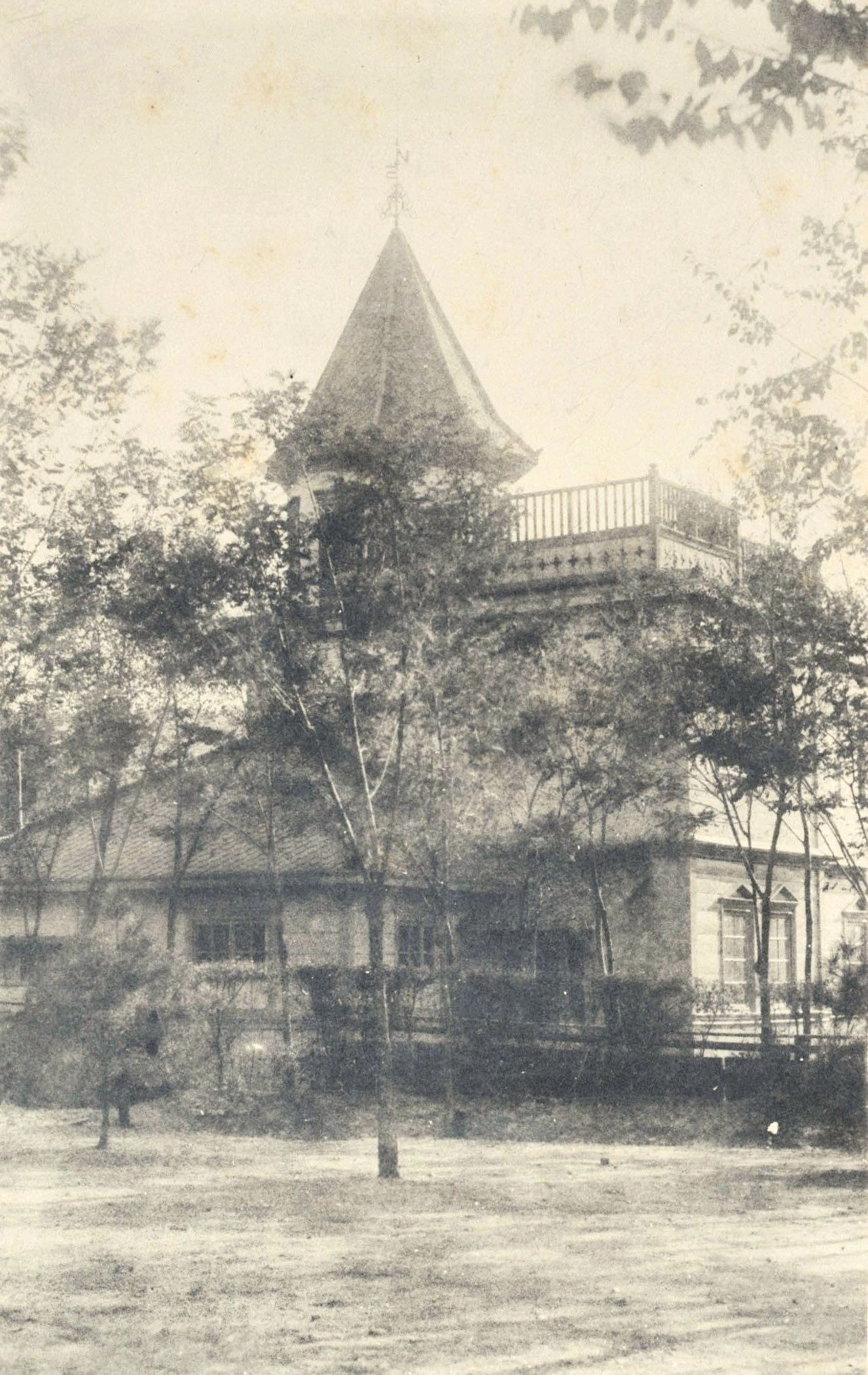
社务所。该建筑原为矿长社宅
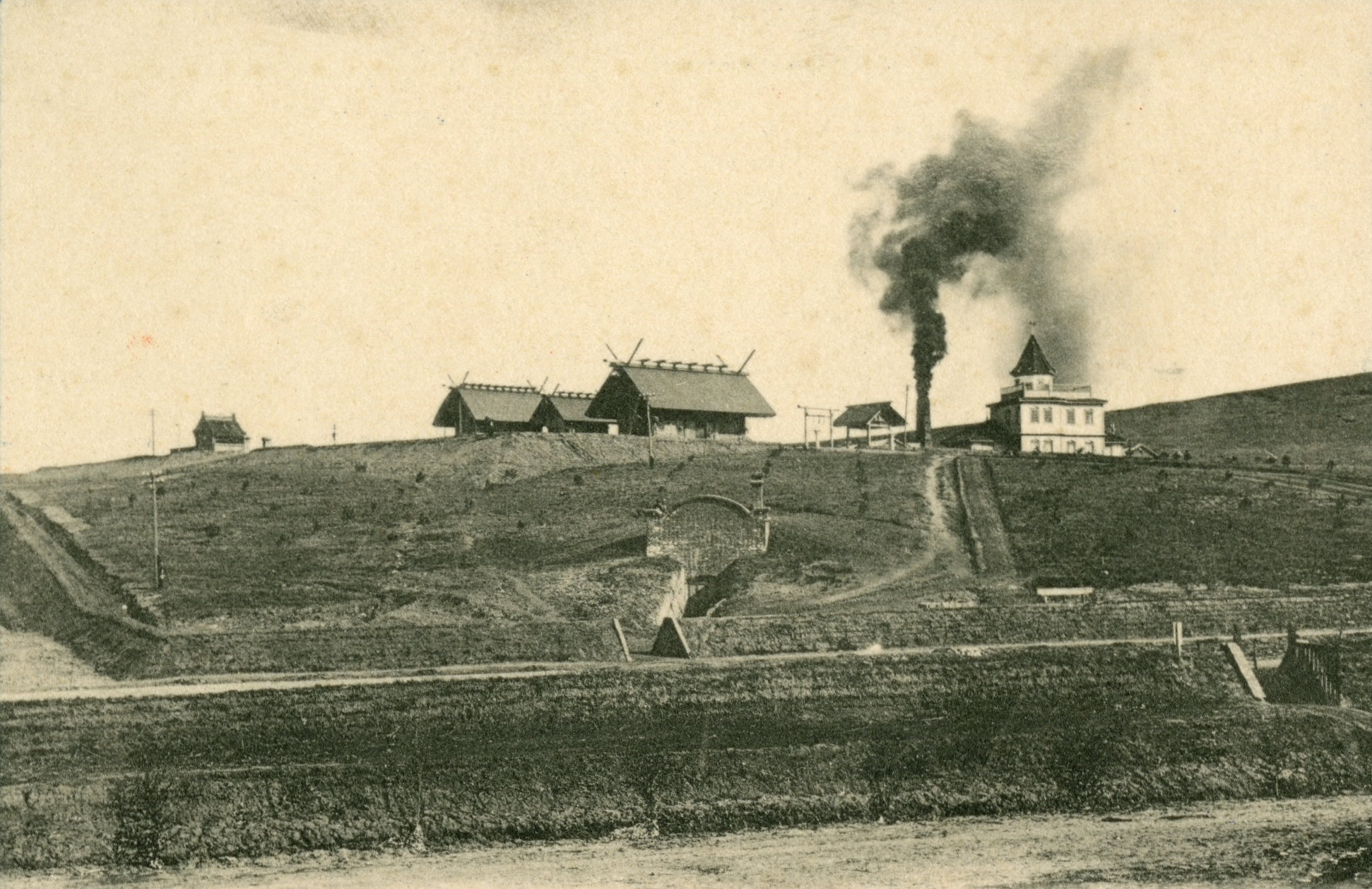
远望抚顺神社。右侧西洋式建筑为社务所

### 南公园社址

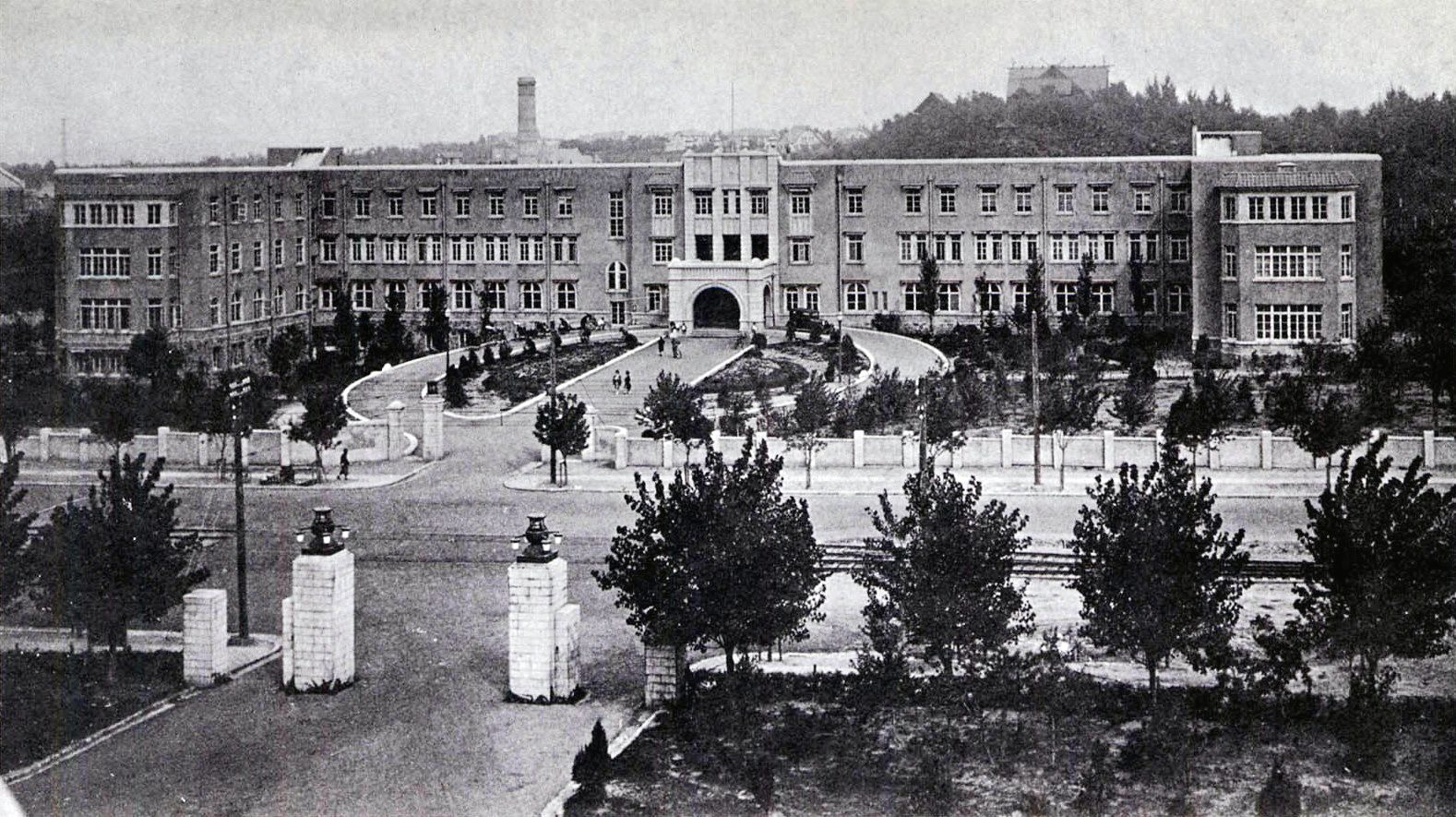
从西偏南侧高处向神社方向望去，近处是抚顺满铁病院，远处右侧山丘顶部为抚顺神社的背面。可见本殿、币殿、拜殿屋顶的轮廓，分别为长方形、三角形、长方形

南公园社址位于抚顺站东南方向的山丘顶部。神社面向东方，故而虽然在神社境内可以鸟瞰抚顺满铁附属地市区，但从市中心方向望向神社，看到的是神社背面或侧面。:222

#### 初期
有拜殿、币殿、本殿。本殿为木结构神明造。各社殿从樱丘社址迁来。:221

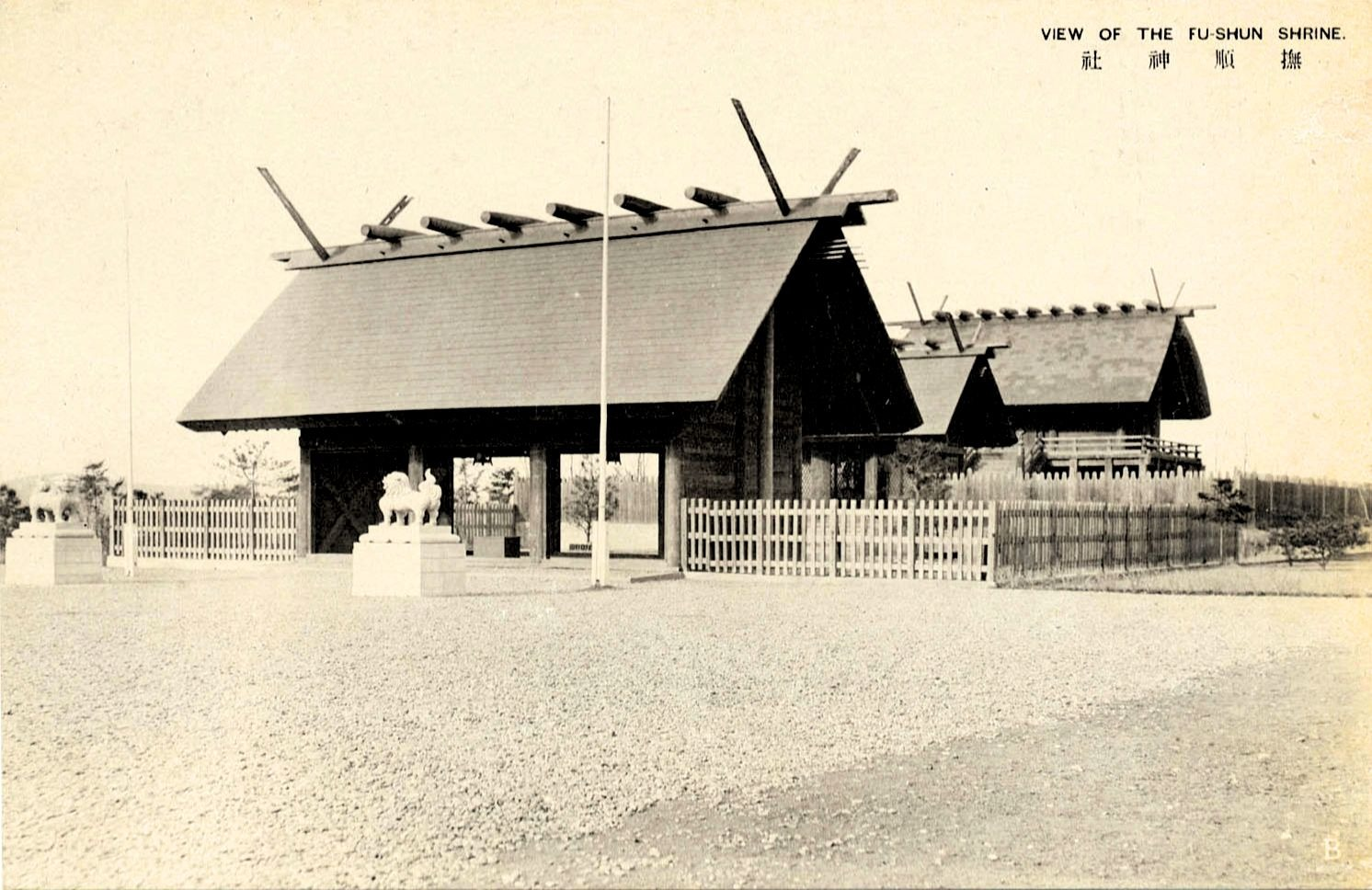
拜殿、币殿、本殿
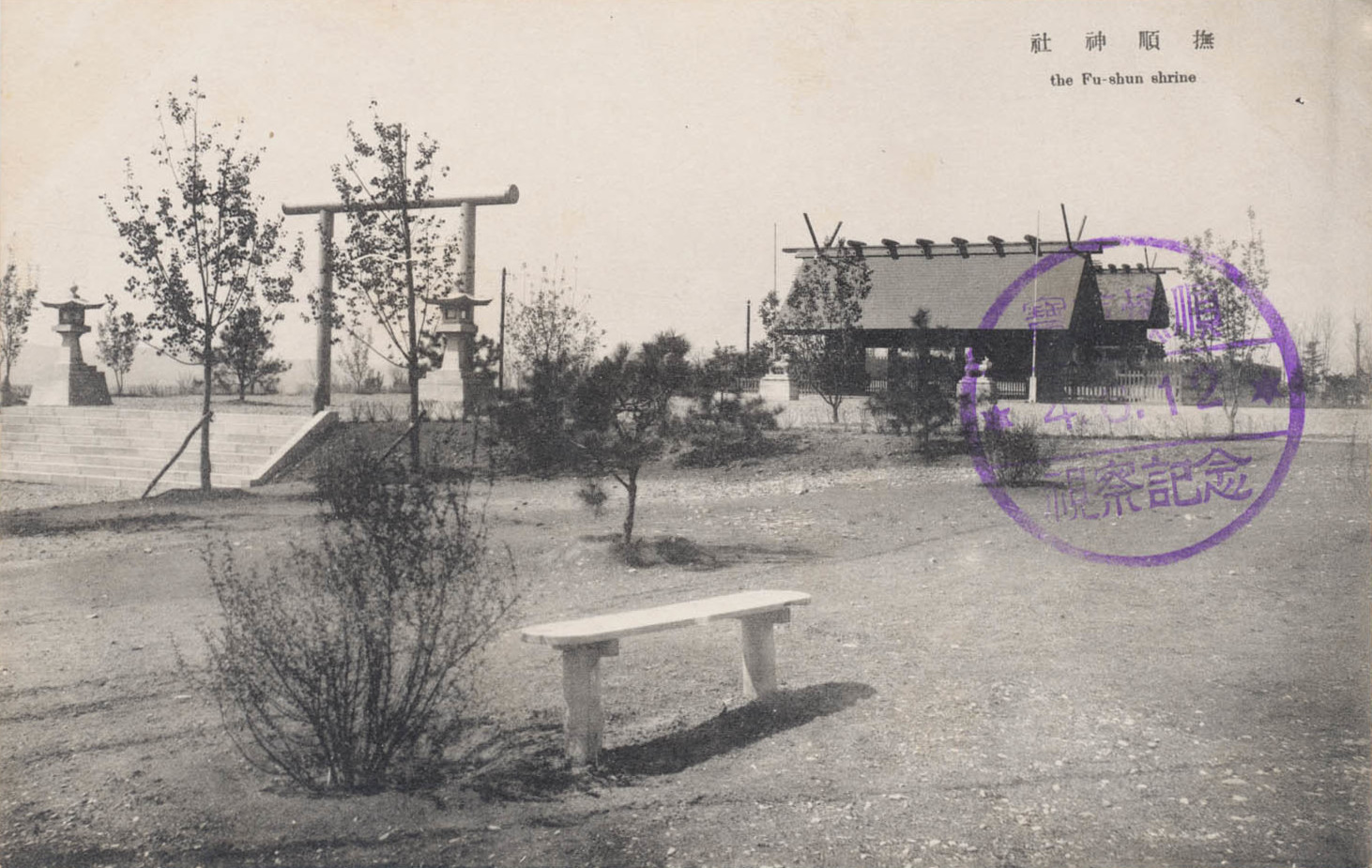
图中可见拜殿和本殿。币殿在拜殿后部
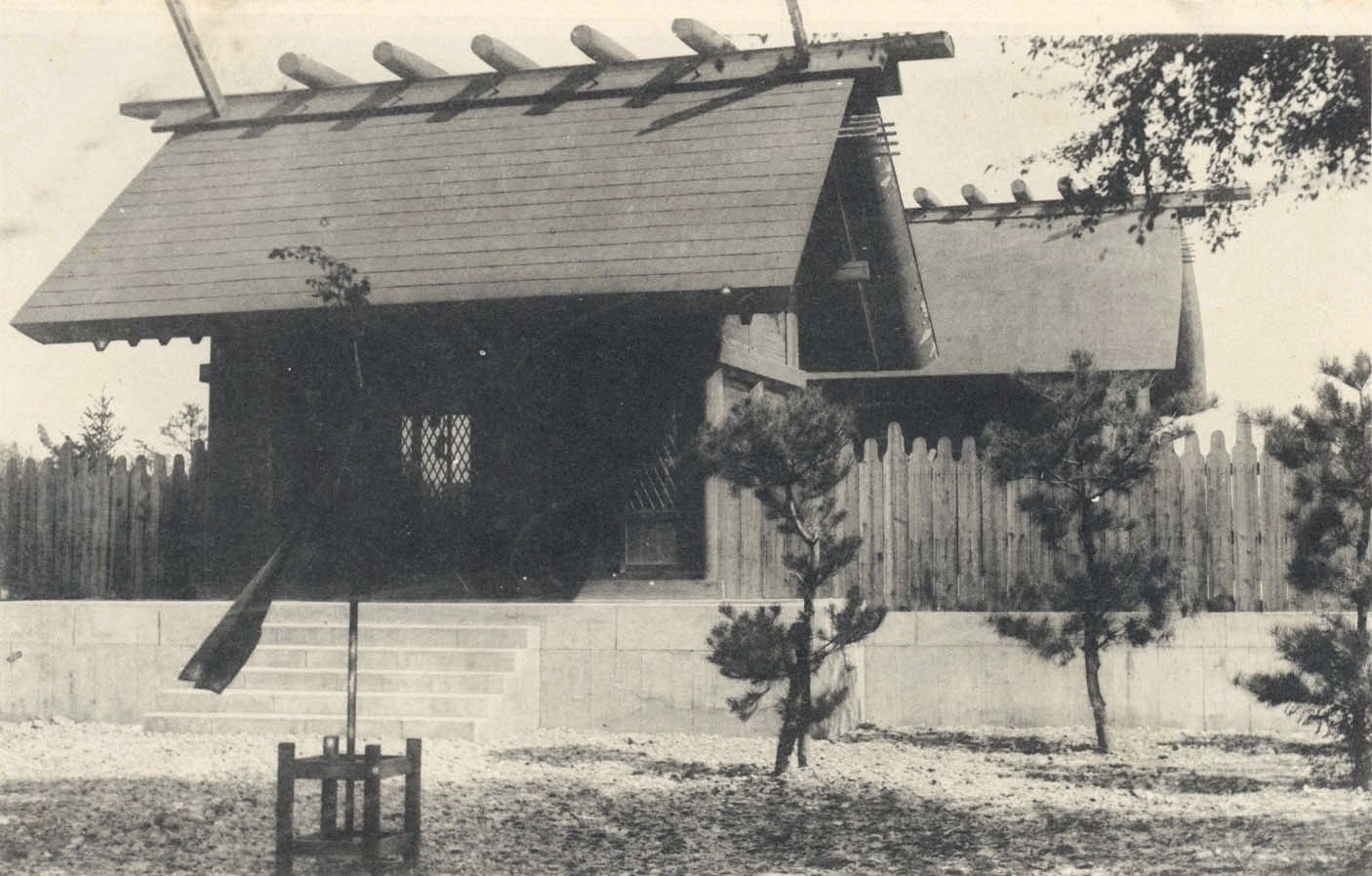
币殿和后方的本殿。照片摄于樱丘社址还是南公园社址尚不明

#### 1928年改建后
参道入口处有石鸟居，鸟居后有石灯笼，其后有木鸟居，鸟居后有两三级石阶。木鸟居后方正面为拜殿，切妻造、平入；币殿与拜殿相连，从上方看两者呈“T”字形，币殿相当于其中的竖；再后方为本殿，木结构，神明造，基部架高。玉垣从币殿两侧展开，向后呈方形围绕本殿。:222
拜殿为钢筋混凝土结构，表面以木材包覆，并有木质装饰柱，屋顶为木质。拜殿柱距约12尺（约3.6米）；拜殿正面柱间为5间（6根柱），侧面柱间为4间（5根柱），背面为3间（4根柱）。币殿宽大致为2个柱距。:222
本殿为神明造，平入。正面为3柱间（4根柱），侧面2柱间（3根柱），面积约10坪（约33平方米）。:222
神社境内植有杨树。:16神社也曾在境内种植大量樱树但无法开花。:39

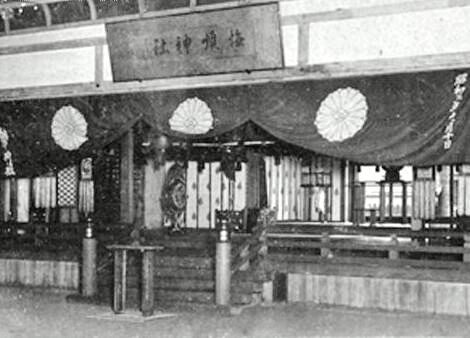
抚顺神社中门。以“抚顺神社”牌匾为界，外侧为拜殿，内侧为币殿

### 境外摄末社
惠比寿神社，也作惠比须神社，祭神为事代主尊，创建于1919年8月，位于抚顺市内的市场会社中。1933年2月成为抚顺神社的境外摄社。:256:210
稻荷神社，创建于1933年7月，位于抚顺满铁附属地西五条通，1933年9月成为抚顺神社的境外末社。:256

## 祭事

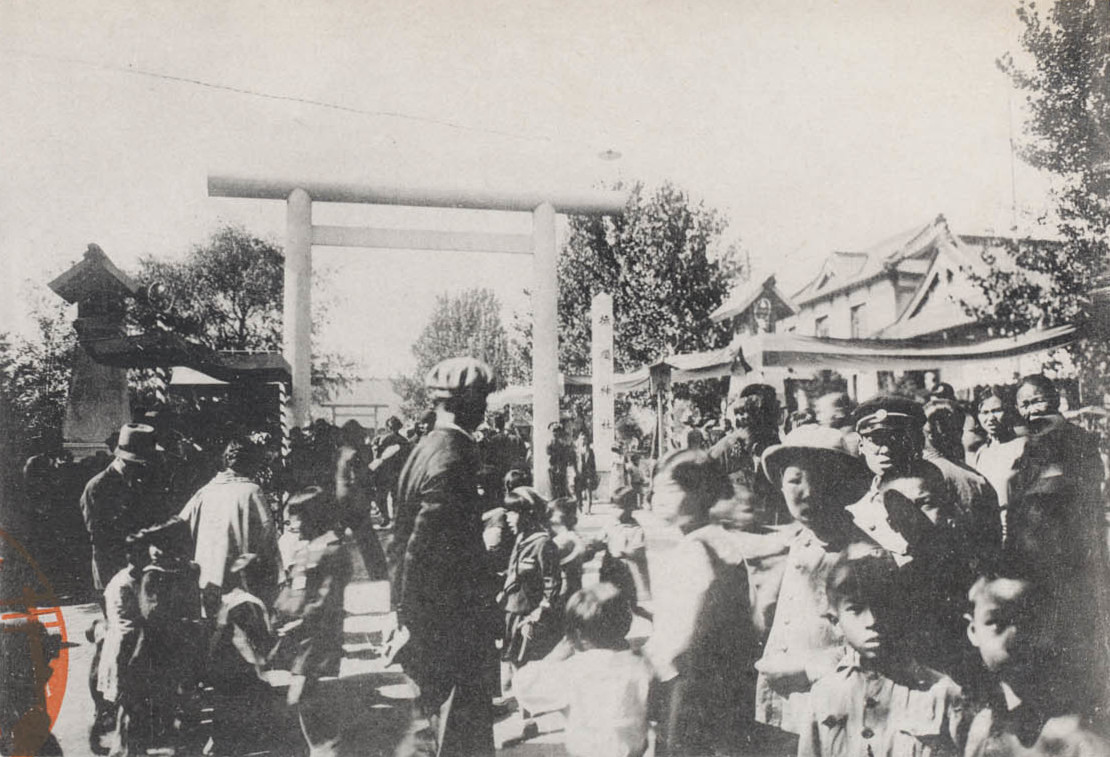
祭礼时的抚顺神社门前

抚顺神社的主祭神为天照大神，配祀大国主神、金山比古命、金山比命:38。
抚顺神社的例祭为6月17日。10月1日为矿山祭。有角力、刺刀术等表演。:38:455

### 参拜者
该神社仅供日本人参拜。:2561936年（康德3年）时有氏子约2万人。:34

## 关联条目
- 西安神社